# Кубок Північної Ірландії з футболу 2008—2009
Кубок Північної Ірландії з футболу 2008–2009 — 129-й розіграш кубкового футбольного турніру в Північній Ірландії. Титул втретє здобув Крузейдерс.

## Календар
| Раунд        | Дата                                                     | Матчі | Клуби    |
| ------------ | -------------------------------------------------------- | ----- | -------- |
| Перший раунд | 25 жовтня - 8 листопада 2008                             | 26    | 101 → 75 |
| Другий раунд | 22 листопада 2008                                        | 23    | 75 → 52  |
| Третій раунд | 13 грудня 2008                                           | 20    | 52 → 32  |
| 1/16 фіналу  | 17 січня - 3 лютого 2009, 3-4 лютого 2009 (перегравання) | 16+4  | 32 → 16  |
| 1/8 фіналу   | 14 лютого 2009                                           | 8     | 16 → 8   |
| 1/4 фіналу   | 7 березня 2009                                           | 4     | 8 → 4    |
| 1/2 фіналу   | 4 квітня 2009, 21 квітня 2009 (перегравання)             | 2+1   | 4 → 2    |
| Фінал        | 9 травня 2009                                            | 1     | 2 → 1    |

## 1/16 фіналу
| Команда 1              | Рахунок | Команда 2          |
| ---------------------- | ------- | ------------------ |
| 17 січня 2009          |         |                    |
| Бенбрідж Таун          | 0:3     | Лісберн Дістіллері |
| Кліфтонвілль           | 3:1     | Ворренпойнт Таун   |
| Колрейн                | 3:0     | Ардс               |
| Крузейдерс             | 1:0     | Баллімоні Юнайтед  |
| Данганнон Свіфтс       | 7:2     | Даунпатрік         |
| Інститут               | 3:0     | Айлендмейдж        |
| Ларн                   | 1:3     | Лофгол             |
| Лінфілд                | 0:0     | ПСНІ               |
| Ньюрі Сіті             | 8:0     | Портстюарт         |
| Портадаун              | 8:1     | Дергв'ю            |
| Тобермор Юнайтед       | 4:1     | Кіллілей Ют        |
| 20 січня 2009          |         |                    |
| Баллінамаллард Юнайтед | 0:1     | Доунгал Селтік     |
| 21 січня 2009          |         |                    |
| Бангор                 | 1:1     | Каррік Рейнджерс   |
| 3 лютого 2009          |         |                    |
| Балліклер Комрадс      | 0:2     | Балліміна Юнайтед  |
| Гленавон               | 3:1     | Ньюінгтон Ют Клаб  |
| Гленторан              | 3:0     | Лімаваді Юнайтед   |

Перегравання
| Команда 1        | Рахунок | Команда 2 |
| ---------------- | ------- | --------- |
| 3 лютого 2009    |         |           |
| Каррік Рейнджерс | 1:5     | Бангор    |
| 4 лютого 2009    |         |           |
| Лінфілд          | 3:0     | ПСНІ      |

## 1/8 фіналу
| Команда 1          | Рахунок | Команда 2        |
| ------------------ | ------- | ---------------- |
| 14 лютого 2009     |         |                  |
| Балліміна Юнайтед  | 0:1     | Крузейдерс       |
| Кліфтонвілль       | 2:0     | Доунгал Селтік   |
| Гленавон           | 1:3     | Лінфілд          |
| Гленторан          | 2:1     | Колрейн          |
| Інститут           | 1:0     | Данганнон Свіфтс |
| Ньюрі Сіті         | 1:0     | Бангор           |
| Портадаун          | 5:0     | Лофгол           |
| Лісберн Дістіллері | 1:0     | Тобермор Юнайтед |

## 1/4 фіналу
| Команда 1      | Рахунок | Команда 2          |
| -------------- | ------- | ------------------ |
| 7 березня 2009 |         |                    |
| Портадаун      | 2:5     | Крузейдерс         |
| Гленторан      | 0:1     | Кліфтонвілль       |
| Інститут       | 2:1     | Ньюрі Сіті         |
| Лінфілд        | 3:0     | Лісберн Дістіллері |

## 1/2 фіналу
| Команда 1     | Рахунок | Команда 2 |
| ------------- | ------- | --------- |
| 4 квітня 2009 |         |           |
| Кліфтонвілль  | 0:0     | Лінфілд   |
| Крузейдерс    | 4:1     | Інститут  |

Перегравання
| Команда 1      | Рахунок | Команда 2 |
| -------------- | ------- | --------- |
| 21 квітня 2009 |         |           |
| Кліфтонвілль   | 3:2     | Лінфілд   |

## Фінал
| 9 травня 2009 |

| Кліфтонвілль | 0:1      | Крузейдерс |
| ------------ | -------- | ---------- |
|              | Протокол | Діксон 47' |

| Віндзор Парк, Белфаст Глядачів: 7 500 Арбітр: Адріан Маккурт |